# Großsteingrab Emsen
Das Großsteingrab Emsen (auch Großsteingrab Langenrehm oder Der Hohe Stein genannt) ist eine zwischen 3500 und 2800 v. Chr. entstandene megalithische Grabanlage der Jungsteinzeitlichen Trichterbecherkultur (TBK) bei Emsen, einem Ortsteil der Gemeinde Rosengarten im Landkreis Harburg, Niedersachsen. Es trägt die Sprockhoff-Nummer 672.

## Lage
Das Grab liegt nahe dem östlichen Ortsausgang des zu Emsen gehörenden Ortsteils Langenrehm inmitten einer Baumreihe am Rand eines Feldes.

## Beschreibung
Die Anlage besitzt eine flache, runde Hügelschüttung. Darin befinden sich die Reste der nordwest-südöstlich orientierten Grabkammer. 1934 wurde hier von Willi Wegewitz eine Ausgrabung vorgenommen. In situ stehen noch der nordwestliche Abschlussstein und fünf Wandsteine der nordöstlichen Langseite, von denen der Mittlere allerdings leicht nach innen verschoben ist, da auf ihm ein umgekippter Deckstein ruht. Auf der südwestlichen Langseite ruht dieser Deckstein auf einem weiteren, gänzlich umgekippten Wandstein. Weitere Steine liegen außerhalb der Kammer. Sprockhoff vermutete, dass sie zu einem Gang gehörten und nahm an, dass die Anlage als holsteiner Kammer anzusehen sei.
Er konnte Nutzungen der TBK und Nachnutzungen der Schnurkeramiker sowie aus der frühen Bronzezeit belegen.